# ملكة جمال الكون 1979
ملكة جمال الكون 1979 هي مسابقة ملكة جمال الكون الثامنة والعشرين في تاريخ مسابقة ملكة جمال الكون منذ انطلاقتها عام 1952، عقدت في 20 يوليو 1979 في مركز بيرث الترفيهي في بيرث، أستراليا. في نهاية الحدث توجت ماريتزا سايليرو من فنزويلا من قبل ملكة جمال الكون السابقة مارغريت غاردينر من جنوب إفريقيا. هذه هي المرة الأولى التي تفوز فيها فنزويلا بالمسابقة، في وقت سابقة يذكر أن قطعة كبيرة من الحطام من سكايلاب، والتي سقطت قبل تسعة أيام، عُرضت على خشبة المسرح خلال ليلة التتويج.

## النتائج

### المراكز النهائية
| النتائج النهائية     | المتنافسة |
| -------------------- | --- |
| ملكة جمال الكون 1979 | - فنزويلا - ماريتزا سايليرو |
| الوصيفة الأولى       | - برمودا - جينا سوينسون |
| الوصيفة الثانية      | - إنجلترا - كارولين آن سيوارد |
| الوصيفة الثالثة      | - البرازيل - مارثا جوسارا دا كوستا |
| الوصيفة الرابعة      | - السويد - أنيت ماري إكستروم |
| أفضل 12              | - الأرجنتين - أدريانا فرجينيا ألفاريز - بيلز - ساريتا ديانا أكوستا - ألمانيا - أندريا هونتشيك - إسكتلندا - لورين ديفيدسون - جنوب أفريقيا - فيرونيكا ويلسون - الولايات المتحدة - ماري تيريز فريل - ويلز - جانيت بيفرلي هوبسون |

## المتسابقات
- أنتيغوا - إلسي ماينارد
- الأرجنتين - أدريانا فرجينيا ألفاريز
- أروبا - لوجينا ليليانا مارغريتا فيلشيز
- أستراليا - كيري دوندرديل
- النمسا - كارين زورن
- جزر البهاما - لوليتا لويز أمبريستر
- باربادوس - باربرا برادشو
- بلجيكا - كريستين ليندا برناديت كايو
- بليز - ساريتا ديانا أكوستا
- برمودا - جينا آن سوينسون
- بوليفيا  - ماريا لويزا ريندون
- بوبوتتسوانا - ألينا مويكيتسي
- البرازيل - مارثا جوسارا دا كوستا
- جزر العذراء البريطانية - إرثا فرديناند
- كندا - هايدي كويرينغ
- تشيلي - ماريا سيسيليا سيرانو جيلدميستر
- كولومبيا - آنا ميلينا بارا تورباي
- كوستاريكا - كارلا فاسيو فرانكو
- الدنمارك - لون غلاديس يورجنسن
- جمهورية الدومينيكان - فيينا إليزابيث غارسيا خافيير
- الإكوادور - مارغريتا بلازا
- إلسالفادور - جوديث إيفيت لوبيز لاغوس
- إنجلترا - كارولين آن سيوارد
- فيجي - تانيا وايتسايد
- فنلندا - بايفي ويتو
- فرنسا - سيلفي هيلين ماري باريرا
- ألمانيا - أندريا هونتشيك †
- اليونان - كاتيا كوكيدو
- غوام - ماري كروز
- غواتيمالا - ميشيل ماري دومينغيز سانتوس
- هولندا - يونيس بهاراتسينغ
- هندوراس - جينا ماريا ويدنر كليفز
- هونغ كونغ - أوليفيا تشانغ مان آي
- آيسلندا - هالدورا بيورك جونسدوتير
- الهند - سواروب سامبات
- جمهورية أيرلندا - لورين ماريون أوكونر
- إسرائيل - فيريد بولغار
- إيطاليا - إلفيرا بوجليسي
- اليابان - يوريكا كورودا
- كوريا - جاي هوا سيو
- ماليزيا - إيرين وونغ صن تشينغ
- مالطا - ديان بورغ بارتولو
- موريشيوس - ماريا ليندا ألارد
- المكسيك - بلانكا ماريا لويزا دياز تيخيدا
- نيوزيلندا - أندريا كارك
- جزر ماريانا الشمالية - باربرا توريس
- النرويج - أوني مارغريت أوجليند
- بنما - ياهل سيسيل دولاندي
- بابوا غينيا الجديدة - مولي ميسبوت
- باراغواي - باتريشيا لومان بيرني
- بيرو - جاكلين براهم
- الفلبين - كريسيلدا «دانغ» فلوريس سيسيليو
- البرتغال - مارتا ماريا ميندوكا دي جوفيا
- بورتوريكو - تيريزا لوبيز
- لا ريونيون - إيزابيل جاكيمارت
- سانت كيتس - شيريل شادرتون
- سانت فنسنت - جون دي نوبريجا
- إسكتلندا - لورين ديفيدسون
- سنغافورة - إيلين تان كيم ليان
- جنوب أفريقيا - فيرونيكا ويلسون
- إسبانيا - جلوريا ماريا فالنسيا ريجو
- سريلانكا - فيدياهاري فانيجاسوريا
- سورينام - سيرجين ليو - آ - لين
- السويد - أنيت ماري إكستروم
- سويسرا - بيرجيت كراهل
- تاهيتي - فابيين تاباري
- تايلاند  - ونجدوان كيردبوم
- ترانسكي - لينديوي بام
- ترينيداد وتوباغو - ماري نويل دياز
- تركيا - فوزين طاهر ديرميتان
- الأوروغواي - إليزابيث بوستي
- الولايات المتحدة  - ماري تيريز فريل
- جزر العذراء الأمريكية - ليندا توريس
- فنزويلا - ماريتزا ساياليرو
- ويلز - جانيت بيفرلي هوبسون

## الروابط الخارجية
- موقع ملكة جمال الكون الرسمي